# Stargard Szczeciński Wąskotorowy
Stargard Szczeciński Wąskotorowy – nieczynna stacja kolejowa w Stargardzie, stacja początkowa Stargardzkiej Kolei Wąskotorowej.

## Galeria

Obecny wygląd stacji
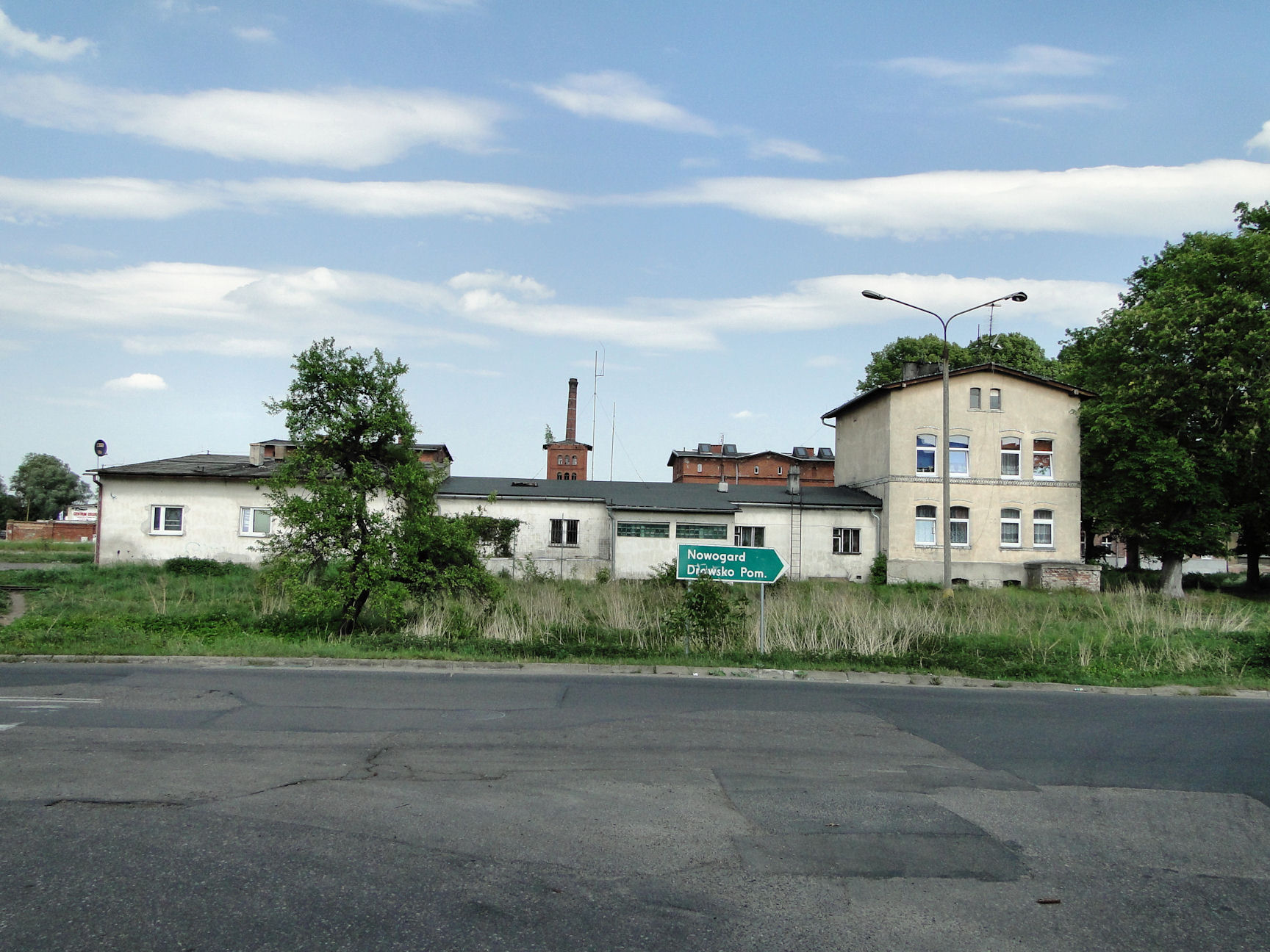
Widok od strony ulicy
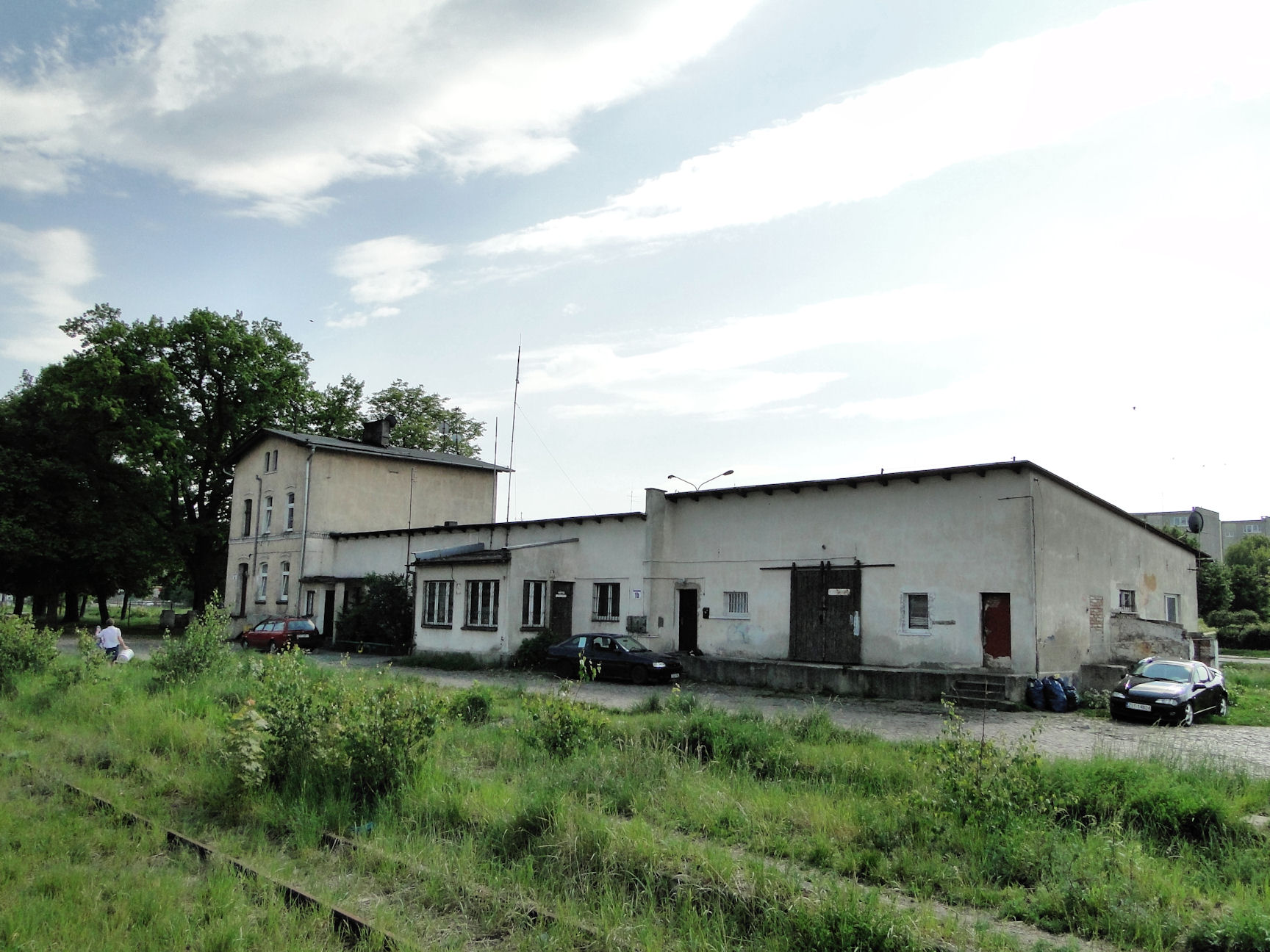
Widok od strony torowiska

| Stargard Szczeciński                                                  |  |                                      |
| Linia Stargard Szczeciński Wąskotorowy – Łobez Wąskotorowy (0,000 km) |  |                                      |
|                                                                       |  | Żarowo odległość: 5,09 km            |
| Linia Stargard Szczeciński Wąskotorowy – Stargard Szczeciński (? km)  |  |                                      |
|                                                                       |  | Stargard Szczeciński odległość: ? km |